# Automatisation robotisée des processus
L'automatisation robotisée des processus (en anglais robotic process automation ou RPA) est une technologie de création de robots par apprentissage du comportement d'un usager sur une interface graphique.
Dans une démarche classique d'automatisation de processus, un développeur informatique écrit un programme informatique qui effectue un certain nombre de tâches et interagit avec l'interface de programmation (API) de l'application. Dans une démarche d'automatisation robotisée des processus, le système apprend la liste des tâches à automatiser en observant le comportement d'utilisateurs humains.
L'automatisation robotisée des processus est utilisée dans des entreprises pour automatiser des tâches comme valider la vente de primes d'assurance, traiter les demandes de règlement d'assurance maladie ou générer des factures de service public. Plus généralement, les tâches automatisées par ces robots correspondent à des actions bien précises effectuées sans réflexion ou avec des logiques très simples.

## Historique
Les principaux avantages de l'automatisation robotique sont la réduction des coûts, l'augmentation de la vitesse, de la précision et de la cohérence, l'amélioration de la qualité et l'extensibilité de la production. L'automatisation peut également apporter une sécurité supplémentaire, notamment pour les données sensibles et les services financiers.
En tant que forme d'automatisation, le concept existe depuis longtemps sous la forme de captures de données d'écran, qui peuvent être retracées jusqu'aux premières formes de logiciels malveillants. Cependant, la RPA est beaucoup plus extensible et consiste en une intégration d'API dans d'autres applications d'entreprise, des connecteurs aux systèmes ITSM, des services de terminaux et même certains types de services d'IA (par exemple, l'apprentissage automatique) tels que la reconnaissance d'images. On considère qu'il s'agit d'une évolution technologique importante dans le sens où de nouvelles plateformes logicielles émergent, suffisamment matures, résilientes, évolutives et fiables pour rendre cette approche viable pour une utilisation dans les grandes entreprises (qui seraient autrement réticentes en raison des risques perçus pour la qualité et la réputation).
L'un des principaux obstacles à l'adoption du libre-service est souvent d'ordre technologique : il n'est pas toujours possible ou économiquement viable d'adapter de nouvelles interfaces aux systèmes existants. En outre, les organisations peuvent souhaiter superposer aux interfaces du système un ensemble variable et configurable de règles de processus qui peuvent varier en fonction des offres du marché et du type de client. Cela ne fait qu'augmenter le coût et la complexité de la mise en œuvre technologique. Les logiciels d'automatisation robotique offrent un moyen pragmatique de déployer de nouveaux services dans cette situation, les robots imitant simplement le comportement des humains pour effectuer la transcription ou le traitement en arrière-plan. Le caractère relativement abordable de cette approche s'explique par le fait qu'aucune nouvelle transformation ou investissement informatique n'est nécessaire ; au contraire, les robots logiciels permettent simplement de tirer un meilleur parti des ressources informatiques existantes.
L'entreprise Blue Prism, fondée en 2001, a, par ailleurs, développé une première solution de RPA. D'autres acteurs font leur entrée sur le marché, incluant UiPath en 2005, d’origine roumaine et devenue par la suite une entreprise américaine, puis par les Californiens d'Automation Anywhere en 2008. Le français Contextor rejoint le marché en 2003, avant d'être racheté fin 2018 par SAP. Aujourd'hui au moins deux entreprises sont cotées, à savoir Blue Prism et  UiPath.

## Utilisation
L'hébergement de services RPA s'aligne également sur la métaphore d'un robot, chaque instance robotique dispose de son propre poste de travail virtuel, à l'instar d'un travailleur humain. Le robot utilise les commandes du clavier et de la souris pour effectuer des actions et exécuter des automatismes. Normalement, toutes ces actions ont lieu dans un environnement virtuel et non à l'écran ; le robot n'a pas besoin d'un écran physique pour fonctionner, il interprète plutôt l'affichage de l'écran de manière électronique. L'extensibilité des solutions modernes basées sur des architectures de ce type doit beaucoup à l'avènement de la technologie de virtualisation, sans laquelle l'extensibilité des grands déploiements serait limitée par la capacité disponible pour gérer le matériel physique et par les coûts associés. La mise en œuvre de la RPA dans les entreprises a permis de réaliser des économies considérables par rapport aux solutions traditionnelles non RPA.
La RPA comporte toutefois plusieurs risques. Les critiques portent notamment sur le risque d'étouffer l'innovation et de créer un environnement de maintenance plus complexe pour les logiciels existants, qui doivent désormais prendre en compte l'utilisation des interfaces utilisateur graphiques d'une manière qui n'était pas prévue.

## Impact sur l'emploi
Selon la Harvard Business Review, la plupart des groupes opérationnels adoptant la RPA ont promis à leurs employés que l'automatisation n'entraîne pas de licenciements. Au contraire, ceux-ci ont été redéployés pour effectuer des tâches à plus forte valeur ajoutée. Une étude universitaire a souligné que les travailleurs du savoir ne se sentaient pas menacés par l'automatisation : ils l'ont adoptée et considèrent même les robots comme des coéquipiers. La même étude a souligné que, plutôt que d'entraîner une diminution des effectifs, la technologie était déployée de manière à avoir une plus grande productivité avec le même nombre de personnes.
À l'inverse, certains analystes affirment que la RPA représente une menace pour le secteur de l'externalisation des processus métier. La thèse qui sous-tend cette notion est que la RPA permettra aux entreprises de "rapatrier" les processus des sites délocalisés vers les centres de données locaux, grâce à cette nouvelle technologie. L'effet, s'il est avéré, sera de créer des emplois à haute valeur ajoutée pour les concepteurs de processus qualifiés dans les sites locaux (et dans la chaîne d'approvisionnement associée du matériel informatique, de la gestion des centres de données, etc.) et, dans un même temps, de réduire les possibilités offertes aux travailleurs peu qualifiés (dans les sites délocalisés). D'un autre côté, cette discussion semble être un terrain sain pour le débat, car une autre étude universitaire s'est efforcée de contrer le soi-disant "mythe" selon lequel la RPA ramènera de nombreux emplois délocalisés.

### Utilisation réelle de la RPA
- Automatisation des processus bancaires et financiers
- Processus d'hypothèque et de prêt
- Automatisation du service client
- Opérations de marchandisage du commerce électronique
- Applications de reconnaissance optique de caractères
- Processus d'extraction de données (en)
- Processus d'automatisation fixe

## Impact sur la société
Des études universitaires prévoient que la RPA devrait entraîner une nouvelle vague de gains de productivité et d'efficacité sur le marché mondial du travail. Bien que cela ne soit pas directement imputable à la seule RPA, l'Université d'Oxford conjecture que jusqu'à 35 % de tous les emplois pourraient être automatisés d'ici 2035.
La tendance à l'automatisation robotique a des implications géographiques. Dans les études citées ci-dessus, lorsqu'un processus délocalisé est "rapatrié" sous le contrôle de l'organisation cliente (ou même déplacé par un sous-traitant de processus d'entreprise d'un site offshore vers un centre de données), l'impact sera un déficit d'activité économique pour le site offshore et un avantage économique pour l'économie d'origine. Sur cette base, on peut s'attendre à ce que les économies développées - dotées des compétences et de l'infrastructure technologique nécessaires pour développer et soutenir une capacité d'automatisation robotique - tirent un avantage net de cette tendance.
Dans une conférence TEDx organisée par l'University College London (UCL), l'entrepreneur David Moss explique que le travail numérique sous la forme de la RPA est susceptible de révolutionner le modèle de coût de l'industrie des services en faisant baisser le prix des produits et des services, tout en améliorant simultanément la qualité des résultats et en créant des possibilités accrues de personnalisation des services.
Dans un autre discours TEDx en 2019, Koichi Hasegawa, chef d'entreprise japonais et ancien directeur informatique de la banque Barclays, a noté que les robots numériques peuvent avoir un effet positif sur la société si nous commençons à utiliser un robot avec empathie pour aider chaque personne. Il cite l'exemple des compagnies d'assurance japonaises - Sompo Japan et Aioi - qui ont toutes deux introduit des robots pour accélérer le processus de paiement des indemnités d'assurance lors de catastrophes massives survenues dans le passé.
Dans le même temps, le professeur Willcocks, auteur de l'article de la LSE cité plus haut, parle d'une augmentation de la satisfaction au travail et de la stimulation intellectuelle, caractérisant la technologie comme ayant la capacité de "retirer le robot de l'humain", une référence à la notion selon laquelle les robots prendront en charge les parties banales et répétitives de la charge de travail quotidienne des gens, leur permettant d'être utilisés dans des rôles plus interpersonnels ou de se concentrer sur les parties restantes, plus significatives, de leur journée.

## Sous-traitance
Les processus de back-office externalisés par les grandes organisations - en particulier ceux qui sont envoyés à l'étranger - ont tendance à être simples et transactionnels par nature, ne nécessitant que peu (voire pas) d'analyse ou de jugement subjectif. Cela semble être un point de départ idéal pour les organisations qui commencent à adopter l'automatisation robotique pour le back-office. Le fait que les organisations clientes choisissent de reprendre les processus externalisés "en interne" auprès de leurs sous-traitants représente une menace pour l'avenir de l'externalisation.
À l'inverse, un prestataire de services d'externalisation des processus peut chercher à verrouiller le client par le biais de l'automatisation. En supprimant les coûts d'une opération commerciale, où le sous-traitant est considéré comme le propriétaire de la propriété intellectuelle et de la mise en œuvre physique d'une solution d'automatisation robotique (peut-être en termes de matériel, de propriété des licences logicielles, etc.), le prestataire peut rendre très difficile pour le client la reprise d'un processus "en interne" ou le choix d'un nouveau prestataire de sous-traitance. Cet effet se produit car les économies de coûts associées réalisées grâce à l'automatisation devraient - temporairement du moins - être réintroduites dans l'entreprise pendant que la solution technique est réimplémentée dans le nouveau contexte opérationnel.
La situation géographique étant peu importante pour un logiciel, cela signifie que de nouvelles opportunités commerciales peuvent apparaître pour les organisations qui ont un obstacle politique ou réglementaire à la délocalisation ou à l'externalisation. Une automatisation robotisée peut être hébergée dans un centre de données situé dans n'importe quelle juridiction.